# Kirovsk (Oblast' di Murmansk)
Kirovsk è una cittadina della Russia europea settentrionale, situata nella penisola di Kola a breve distanza dal lago Imandra, compresa amministrativamente nell'oblast' di Murmansk dal cui capoluogo dista 175 km in direzione sud.

## Storia
Fondata nel 1929 come città mineraria con il nome di Chibinogorsk, che mantenne fino al 1934; tale nome deriva dal massiccio montuoso vicino al quale sorge la città, i monti Chibiny. Il nome attuale di Kirovsk le viene da Sergej Mironovič Kirov, il leader bolscevico incaricato i pianificare lo sfruttamento dei ricchi giacimenti di apatite della zona.
Nei pressi della cittadina vi sono tre rinomati impianti sciistici: Town Ski, Big Wood e Kukisvumchorr.
Nell'estate del 2013 nella cittadina è stato girato il film Leviathan diretto da Andrej Zvjagincev.

## Monumenti e luoghi d'interesse
- Museo della roccia

## Società

### Evoluzione demografica

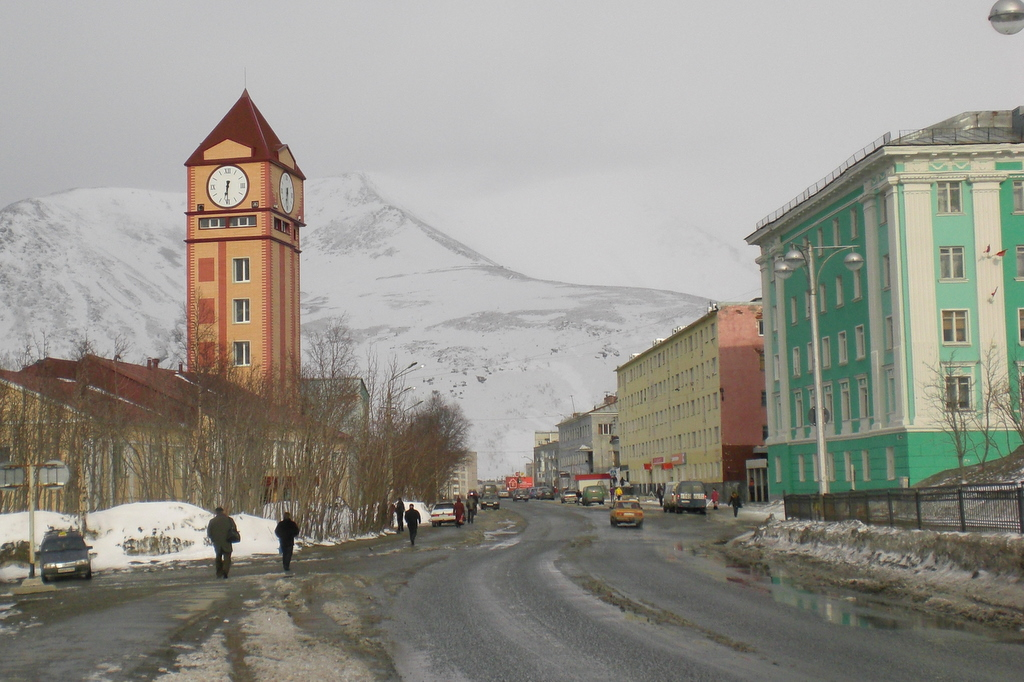
Una via della cittadina.

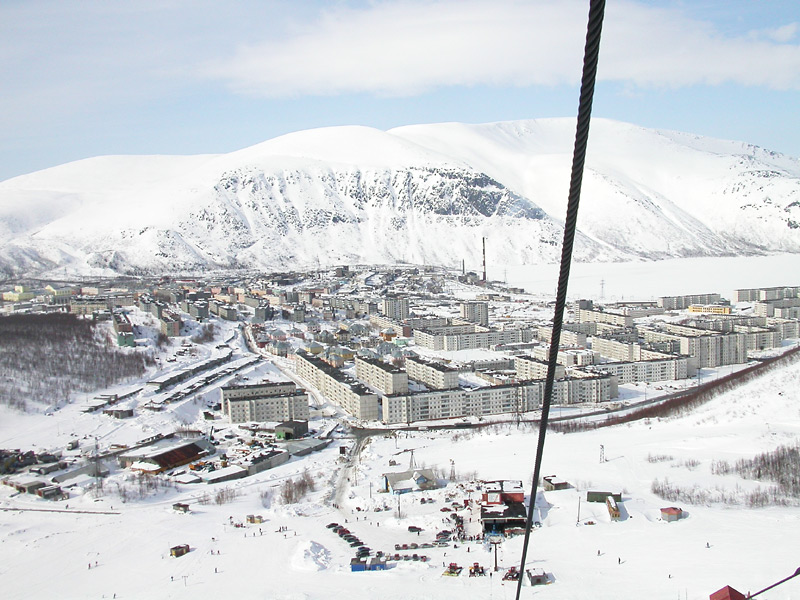
Veduta della città da uno degli impianti di risalita della stazione sciistica Town Ski Resort.

- Fonte: mojgorod.ru
- 1959: 40.500
- 1970: 38.500
- 1979: 41.300
- 1989: 43.500
- 2002: 31.593
- 2006: 30.900
- 2010: 28.625
- 2014: 27.686

## Infrastrutture e trasporti

### Aereo
La città è servita dall'aeroporto di Kirovsk-Apatity con i voli di linea da/per Mosca effettuati dalla compagnia aerea russa Aeroflot-Nord.